# Corpo de Levi-Civita
Corpo de Levi-Civita, em matemática, é um corpo descrito  pelo jovem matemático Tullio Levi-Civita, como um corpo ordenado que contém elementos infinitesimais e é Cauchy completo.
Um elemento x deste corpo pode ser escrito como a série formal de potências:
{\displaystyle x=x_{q_{1}}\epsilon ^{q_{1}}+x_{q_{2}}\epsilon ^{q_{2}}+x_{q_{3}}\epsilon ^{q_{3}}+\ldots \,}
em que qj são números racionais crescentes e xq são números reais.
Neste corpo pode ser definida uma relação de ordem, e, para elementos positivos, é possível definir quando um número é infinitamente maior (ou menor) que outro: a > 0 é infinitamente menor que b > 0 (escreve-se a << b) quando, qualquer que seja n natural, n . a < b. Existem elementos infinitesimais e elementos infinitamente grandes neste corpo.
Neste corpo, com a topologia induzida pela ordem, toda sequência de Cauchy converge.
Neste corpo, assim como no corpo dos números reais, todo número positivo tem duas raízes quadradas, nenhum número negativo tem raiz quadrada, e todo número tem uma única raiz n-ésima, para n ímpar. O corpo é um corpo real fechado, ou seja, todo polinômio de grau ímpar tem raiz e todo número positivo tem raiz quadrada.
Este corpo é a menor  extensão dos reais que é um corpo ordenado não arquimediano, Cauchy completo e real fechado.